# Lucinisca nuttalli
Lucinisca nuttalli är en musselart som först beskrevs av Conrad 1837.  Lucinisca nuttalli ingår i släktet Lucinisca och familjen Lucinidae. Inga underarter finns listade i Catalogue of Life.